# AMR GP
AMR GP, oficialmente AMR GP Limited (anteriormente Racing Point UK Limited) es una empresa británica que posee y opera a Aston Martin F1 Team, equipo de Fórmula 1 con sede en Silverstone, Inglaterra. La compañía se estableció en agosto de 2018 para comprar los activos de carreras de Fórmula 1 del equipo Force India, afectado financieramente. Luego de la adquisición de los activos del equipo justo antes del Gran Premio de Bélgica de 2018, compitió en esa carrera y durante el resto de la temporada 2018, como Racing Point Force India, y continuó usando el título de constructor de Force India. Para la temporada 2019, el equipo pasó a llamarse Racing Point F1 Team y siguió compitiendo con Racing Point como su título de constructor, hasta el cambio de nombre del equipo a Aston Martin en 2021.

## Historia

### Antecedentes
El 27 de julio de 2018, después de dirigir Force India Formula One Team durante 11 temporadas, «Force India Formula One Team Limited» entró en administración.
Para el 2 de agosto de 2018, un consorcio de inversión liderado por Lawrence Stroll, padre del expiloto de Williams Lance Stroll, y que incluía a André Desmarais, Jonathan Dudman, John D. Idol, John McCaw Jr., Michael de Picciotto y Silas Chou, y apoyado por el personal directivo superior del equipo había creado una nueva empresa, «Racing Point UK Limited», para utilizarla como vehículo para salvar al equipo. El 23 de agosto de 2018, la nueva empresa había llegado a un acuerdo con los administradores para comprar los activos de carreras de motor del equipo y asegurar los puestos de trabajo de los 400 empleados que trabajaban en el equipo. La nueva compañía creó un nuevo constructor con los activos e ingresó a la F1 antes del Gran Premio de Bélgica de 2018, tomando la entrada vacante del equipo Force India original.
Los roles de personal se mantuvieron prácticamente sin cambios en el nuevo equipo, aparte de Robert Fernley, quien renunció a su cargo de subdirector del equipo en Force India, y Otmar Szafnauer, quien se convirtió en director del equipo y director ejecutivo después de ser director de operaciones de Force India desde 2010.

### Racing Point Force India F1 Team (2018)
El 23 de agosto de 2018, el organismo rector de la F1, la Federación Internacional del Automóvil (FIA), llegó a un acuerdo con Racing Point UK por el que podían hacerse cargo de la participación en el campeonato de la temporada 2018 de Force India, pero no heredarían ninguno de los 59 puntos de Force India o el premio en metálico que habían acumulado en lo que iba de la temporada. Entonces, como «Racing Point Force India Formula One Team» y usando el nombre de constructor Force India, el equipo ingresó a su primer Gran Premio, el Gran Premio de Bélgica de 2018 que tuvo lugar el 26 de agosto de 2018, con ningún punto.
Los dos pilotos de Force India, Sergio Pérez y Esteban Ocon, permanecieron en el equipo y pudieron continuar con su desafío por el Campeonato de Pilotos, manteniendo todos los puntos que ya habían ganado en la temporada.
«Racing Point Force India Formula One Team» compitió en los últimos nueve Grandes Premios de la temporada, acumulando 52 puntos y terminando séptimo en el Campeonato de Constructores de 2018.

### Racing Point F1 Team (2019-2020)

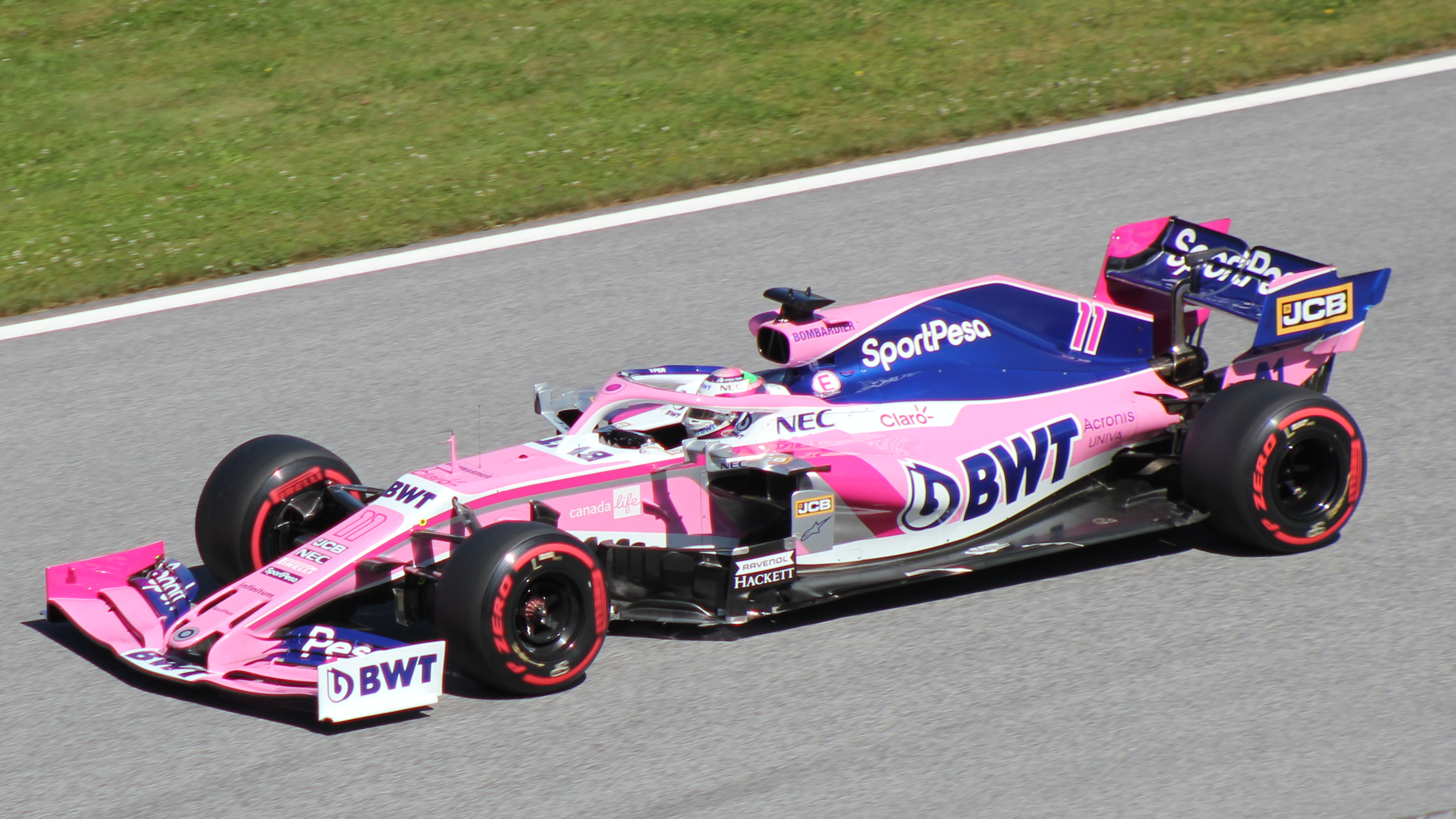
Sergio Pérez en el Gran Premio de Austria de 2019.

En noviembre de 2018, la compañía cambió el nombre de su equipo a «Racing Point F1 Team» y el nombre del constructor a Racing Point cuando registró sus entradas de 2019 con la FIA. SportPesa se convirtió en el patrocinador principal del equipo, y Esteban Ocon fue reemplazado por Lance Stroll en la alineación de pilotos. En 2020, BWT se convirtió en el nuevo patrocinador principal del equipo. En el Gran Premio de Sakhir de 2020, Pérez le dio a Racing Point su primera victoria como constructor y como entidad legal, mientras que Stroll también terminó en el podio con un tercer puesto. Esa fue la primera vez que una encarnación del equipo ganó una carrera desde que Jordan Grand Prix ganó el Gran Premio de Brasil de 2003. Fue la quinta victoria en un Gran Premio para cualquier encarnación del equipo.

### Aston Martin F1 Team (2021-)

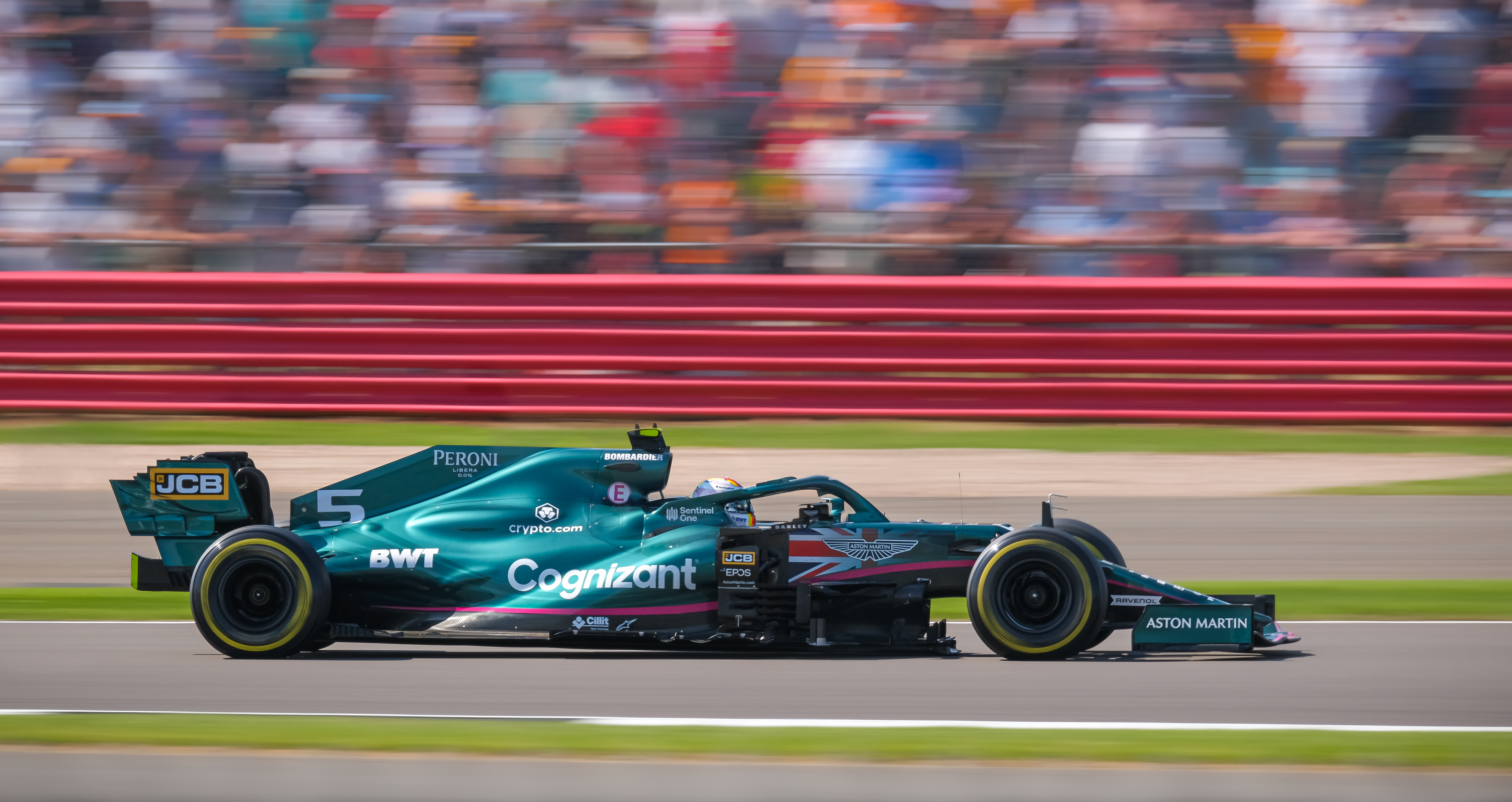
El AMR21 durante el Gran Premio de Gran Bretaña de 2021, conducido por Sebastian Vettel.

Racing Point UK fue renombrado como AMR GP e ingresó a la temporada 2021 de Fórmula 1 bajo el nombre «Aston Martin F1 Team», teniendo a Sebastian Vettel y a Stroll como pilotos titulares. Vettel reemplazó a Pérez en la alineación de pilotos. Como parte del cambio de marca, el equipo cambió su color de carreras de BWT rosa a una versión moderna del British racing green de Aston Martin. El Aston Martin AMR21 fue presentado en marzo de 2021 y se convirtió en el primer monoplaza de Aston Martin después de 61 años. Vettel le dio al equipo su primer podio con un segundo lugar en el Gran Premio de Azerbaiyán.
En enero de 2022, el director del equipo, Otmar Szafnauer, se fue después de haber pasado 12 años con el equipo. Mike Krack, que había trabajado anteriormente en los equipos de automovilismo de BMW y Porsche, fue anunciado como su reemplazo en el mismo mes. Vettel se retiró tras la conclusión de la temporada 2022. Fernando Alonso, bicampeón del mundo, es su reemplazo para 2023 con un contrato de varios años. AMR GP puso en servicio unos nuevos 37 000 metros cuadrados (44 251,7 yd²) para el equipo en su base de Silverstone. La fábrica cuenta con tres edificios interconectados y tiene su sede en un sitio de 40 acres justo enfrente del circuito de Silverstone. Está previsto que esté operativo en 2023. Cognizant y Aramco son los patrocinadores principales del equipo. Para 2023, el número de empleados aumentó de 400 a 800.

## Resultados

### Fórmula 1
| Año          | Escudería                                      | Chasis      | Motor                                     | Neu.        | N.º         | Pilotos          | Puntos      | Pos.        |
| Force India  | Force India                                    | Force India | Force India                               | Force India | Force India | Force India      | Force India | Force India |
| ------------ | ---------------------------------------------- | ----------- | ----------------------------------------- | ----------- | ----------- | ---------------- | ----------- | ----------- |
| 2018         | Racing Point Force India F1 Team               | VJM11       | Mercedes-AMG F1 M09 EQ Power+ V6          | P           | 11          | Sergio Pérez     | 52          | 7.º         |
| 2018         | Racing Point Force India F1 Team               | VJM11       | Mercedes-AMG F1 M09 EQ Power+ V6          | P           | 31          | Esteban Ocon     | 52          | 7.º         |
| Racing Point |                                                |             |                                           |             |             |                  |             |             |
| 2019         | SportPesa Racing Point F1 Team                 | RP19        | BWT Mercedes-AMG F1 M10 EQ Power+ V6      | P           | 11          | Sergio Pérez     | 73          | 7.º         |
| 2019         | SportPesa Racing Point F1 Team                 | RP19        | BWT Mercedes-AMG F1 M10 EQ Power+ V6      | P           | 18          | Lance Stroll     | 73          | 7.º         |
| 2020         | BWT Racing Point F1 Team                       | RP20        | BWT Mercedes-AMG F1 M11 EQ Performance V6 | P           | 11          | Sergio Pérez     | 195 (210)   | 4.º         |
| 2020         | BWT Racing Point F1 Team                       | RP20        | BWT Mercedes-AMG F1 M11 EQ Performance V6 | P           | 18          | Lance Stroll     | 195 (210)   | 4.º         |
| 2020         | BWT Racing Point F1 Team                       | RP20        | BWT Mercedes-AMG F1 M11 EQ Performance V6 | P           | 27          | Nico Hülkenberg  | 195 (210)   | 4.º         |
| Aston Martin |                                                |             |                                           |             |             |                  |             |             |
| 2021         | Aston Martin Cognizant Formula One Team        | AMR21       | Mercedes-AMG M12 E Performance V6         | P           | 5           | Sebastian Vettel | 77          | 7.º         |
| 2021         | Aston Martin Cognizant Formula One Team        | AMR21       | Mercedes-AMG M12 E Performance V6         | P           | 18          | Lance Stroll     | 77          | 7.º         |
| 2022         | Aston Martin Aramco Cognizant Formula One Team | AMR22       | Mercedes-AMG F1 M13 V6                    | P           | 5           | Sebastian Vettel | 55          | 7.º         |
| 2022         | Aston Martin Aramco Cognizant Formula One Team | AMR22       | Mercedes-AMG F1 M13 V6                    | P           | 18          | Lance Stroll     | 55          | 7.º         |
| 2022         | Aston Martin Aramco Cognizant Formula One Team | AMR22       | Mercedes-AMG F1 M13 V6                    | P           | 27          | Nico Hülkenberg  | 55          | 7.º         |
| 2023         | Aston Martin Aramco Cognizant Formula One Team | AMR23       | Mercedes-AMG F1 M14 V6                    | P           | 14          | Fernando Alonso  | 280*        | 5.º*        |
| 2023         | Aston Martin Aramco Cognizant Formula One Team | AMR23       | Mercedes-AMG F1 M14 V6                    | P           | 18          | Lance Stroll     | 280*        | 5.º*        |

- * Temporada en progreso.